# Chiesa dell'Immacolata Concezione (Coccolia)
La chiesa dell'Immacolata Concezione di Coccolia è una parrocchia che appartiene alla Diocesi di Forlì-Bertinoro, pur essendo collocata nel territorio appartenente alla provincia di Ravenna. Precedentemente il luogo di culto presente in questo luogo era chiamato Chiesa di San Giuliano (nel Quattrocento) e poi Chiesa della Natività della Madonna e Chiesa di Santa Maria Nuova (fra Cinquecento e Seicento), ma dal 1864 è dedicata all'Immacolata Concezione, un dogma istituito dalla chiesa cattolica nel 1854.

## Storia

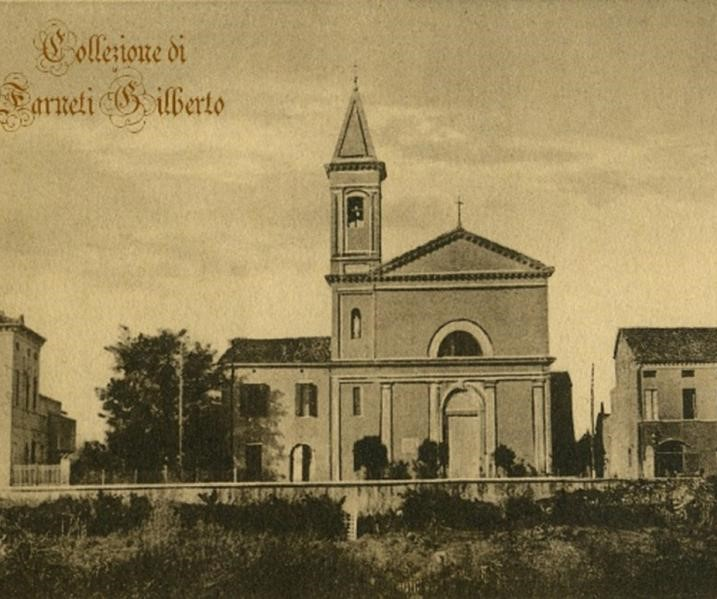
Chiesa di Coccolia come appariva nel 1930. Si nota l'argine del fiume Montone

Nel 1344 viene citata una chiesa di San Giuliano a Coccolia, unita alla chiesa arcipretale di San Pietro in Trento. Le notizie sulla chiesa sono scarse e dal 1794 risulta abbandonata e probabilmente non più officiata fino al 1850 quando si comincia un'opera di ristrutturazione che porta a una nuova consacrazione nel 1864. La frazione Coccolia, posta sulla via Ravegnana, ha un forte sviluppo fra il tardo Ottocento e i primi del Novecento e dunque la nuova chiesa viene pensata in grande, per soddisfare le esigenze di una popolazione sempre più numerosa. La presenza di una fermata della linea del Tramway rende il paese molto fiorente. 
All'inizio del Novecento nella chiesa viene aggiunta la Cappella della Madonna di Lourdes. Da alcune foto storiche si vede la presenza di un campanile non più esistente, ricordato anche nella canta romagnola di Rino Cortesi e Gino Bianchi, chiamata La mì Cuclì.

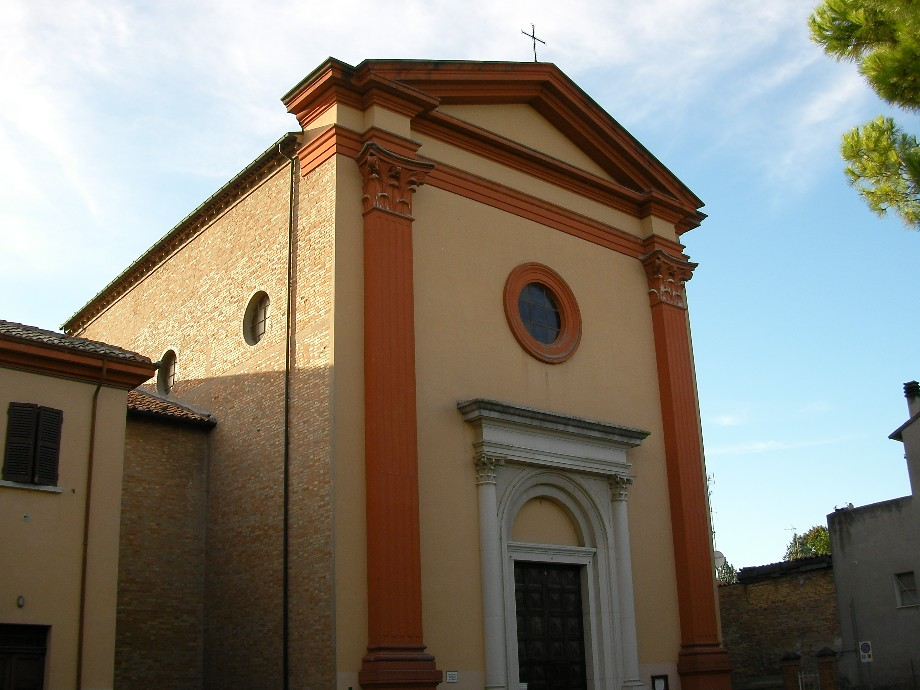
La chiesa prima del restauro della facciata

Fra il 2015 e il 2016 la chiesa viene interamente ristrutturata e cambia aspetto soprattutto per quello che riguarda il colore della facciata.

## Descrizione
La chiesa presenta una facciata semplice di stampo neoclassico, realizzata con due colori, un fondo di un rosa pallido su cui si collocano elementi decorativi classici, due lesene corinzie con alta base, un timpano molto profondo e la profilatura del portale realizzata con l'unione di una forma ad arco a tutto sesto e due semi-colonne corinzie che reggono un architrave. La facciata di questi colori è frutto del restauro terminato nel 2016, in precedenza la chiesa si presentava con colori più marcati, giallo al posto del rosa e arancione vivo al posto del bianco (fatta eccezione per la profilatura del portale che era già bianca). La facciata è l'unico elemento intonacato, nei lati resta il mattone a vista. 

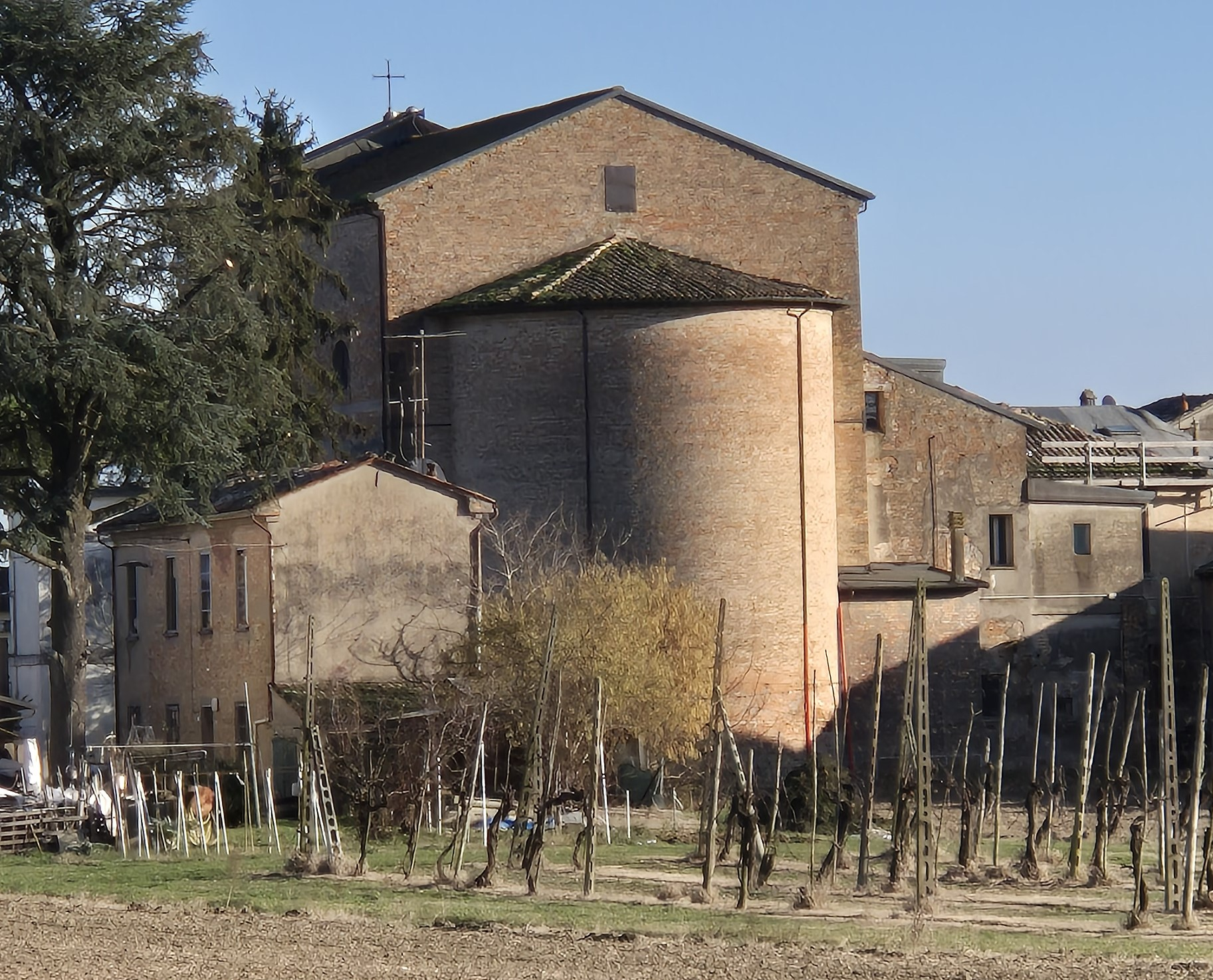
Chiesa dell'Immacolata Concezione di Coccolia (visione absidale)

L'interno presenta una sola navata che termina con un'abside semicircolare. Due cappelle di forma rettangolare si aprono in corrispondenza del centro della chiesa e un'ulteriore cappella aperta a destra del presbiterio, più recente, riproduce la grotta di Lourdes.